# Rebenfallkäfer

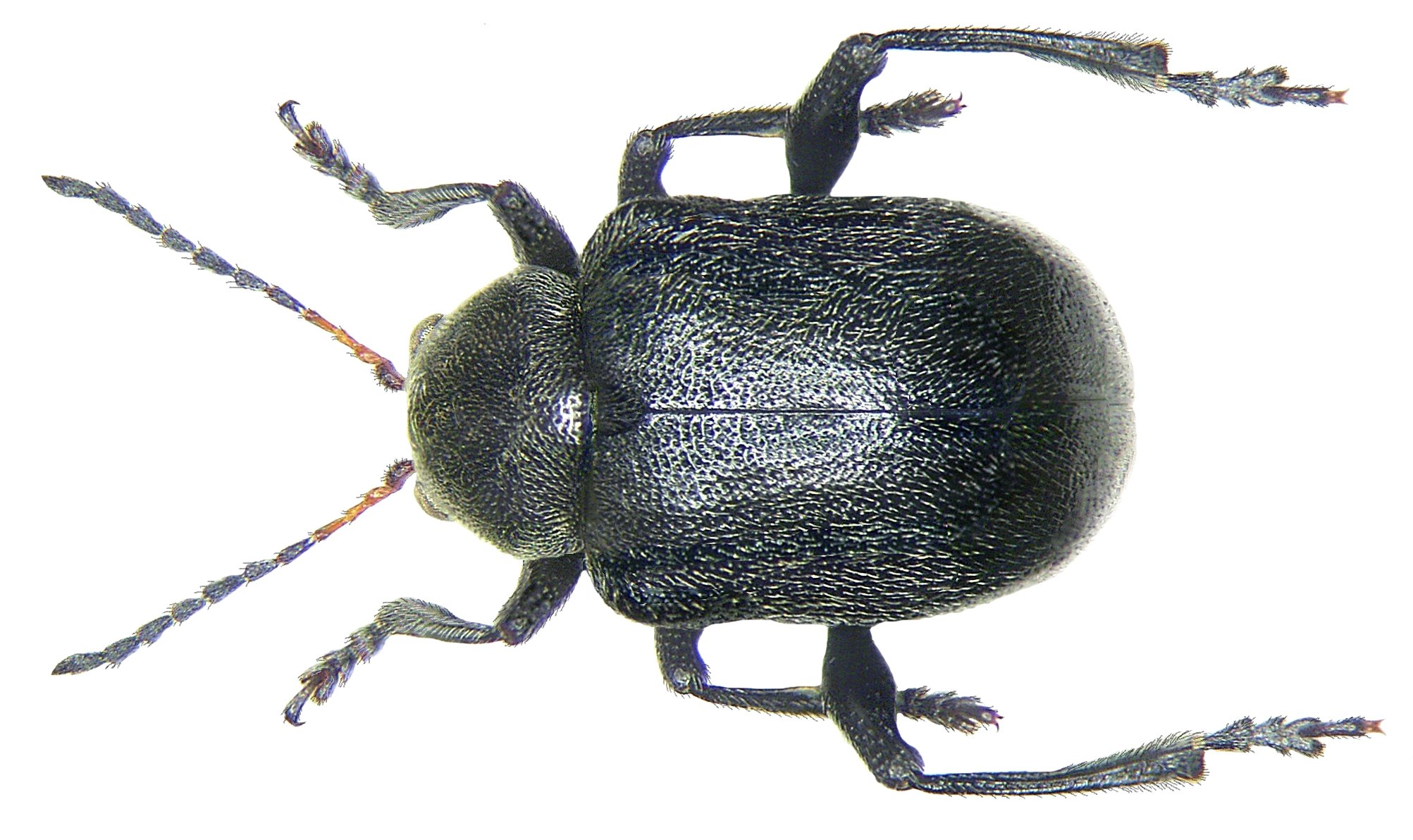
Ansicht von oben

Bromius obscurus, im Weinbau Rebenfallkäfer, manchmal auch „Schreiber“ genannt, ist eine holarktisch auf der Nordhalbkugel der Erde verbreitete Art der Blattkäfer. Wirtsarten der phytophagen (pflanzenfressenden) Art sind Weinreben (Vitis) und Nachtkerzengewächse, insbesondere Weidenröschen (Epilobium).

## Merkmale
Imagines der Art erreichen fünf bis sechs Millimeter Körperlänge. Der Körper ist schwarz gefärbt, nicht metallisch glänzend, die Flügeldecken können auch braun gefärbt sein, er ist weiß oder gelblich kurz behaart. Die basalen Fühlerglieder sind rötlich gefärbt. Der Halsschild ist stark gewölbt ohne seitliche Randkante, der Kopf nach vorn geneigt darunter verborgen und bei Ansicht genau von oben nicht sichtbar. Die Flügeldecken sind deutlich breiter als der Halsschild und parallelseitig, vorn sind deutlich vorspringende Schultern erkennbar. Der Halsschild ist dicht punktiert, auch die Flügeldecken tragen dichte Punktierung aus kleinen, untermischt mit größeren Punkten, die oft in angedeuteten Reihen stehen. Seine Vorderhüften wirken fast kugelig; Schenkel und Schienen der Beine sind unbedornt.
Die Art gilt als unverwechselbar.

### Variation und Unterarten
Nach den Beobachtungen einiger Forscher lassen sich bei der Art zwei Formen unterscheiden. Ihnen zufolge lebt die Färbungsvariante mit rotbraunen Flügeldecken eher an der Weinrebe, während die Tiere, die an Weidenröschen leben, immer eher schwarze Flügeldecken besitzen. Die Form mit rotbraunen Flügeldecken unterscheidet sich einigen Angaben zufolge auch in anderen morphologischen Merkmalen, so soll bei ihr die Punktierung der Flügeldecken zarter und ohne Verrunzelung, die Behaarung eher gelb als weiß sein. Die Form mit rotbraunen Flügeldecken war lange Zeit als eigene Art aufgefasst und Eumolpus vitis genannt worden. Einige Autoren fassen sie heute als Unterart subsp. villosulus Schrank (was strenggenommen nicht der Definition entspricht, weil beide sympatrisch vorkommen und eher ökologisch geschieden sind). Den meisten Taxonomen zufolge handelt es sich um eine Farbvariante oder Form ohne taxonomischen Wert. Zumindest in Amerika attackieren beide Farbvarianten Weinstöcke. Ob die Unterschiede zutreffen, ist aber bis heute nicht abschließend geklärt. Dementsprechend erkennen einige Taxonomen die Unterart bis heute an, während die meisten sie nicht für gerechtfertigt halten.

## Vorkommen
Sein Verbreitungsgebiet erstreckt sich fast über die gesamte Holarktis. Im Norden reicht es bis in den Norden Finnlands, Westsibirien, die Insel Sachalin und nach Kanada. In Großbritannien ist die Art sehr selten, mit je einem Fund in England und Schottland. Im Süden werden die Mittelmeerregion und die Türkei erreicht.
Im Jahr 2014 wurde bekannt, dass alle koreanischen Belege der Art falsch bestimmt waren und in Wirklichkeit zur Art Aoria rufotestacea gehören. Eine Überprüfung der Funde aus den Nachbarregionen ist daraufhin noch nicht erfolgt.

## Lebensweise
Der Käfer kann von Mai bis Oktober beobachtet werden.
Sein Trivialname beruht darauf, dass sich der Blattkäfer bei Gefahr vom Blatt fallen lässt und sich tot stellt. Von der Art sind sowohl getrenntgeschlechtliche wie auch parthenogenetische Populationen, ohne Männchen, bekannt. Die parthenogenetischen Weibchen sind triploid.
Eier werden von weiblichen Imagines an der Blattunterseite oder in Spalten an der Pflanze abgelegt. Nach wenigen Tagen schlüpfen die Larven bereits und verkriechen sich im Boden. Dort werden zunächst kleinere, dann größere Wurzeln befressen. Die Überwinterung erfolgt im Boden. Die Larven entwickeln sich am Schmalblättrigen Weidenröschen, an Nachtkerzen oder an Wurzeln von Rebstöcken, deren junge Triebe hierdurch geschädigt werden können.
Im folgenden Frühjahr verpuppt sich die Käferlarve. Ab Mai erscheinen dann die Käfer. Imagines des Rebenfallkäfers fressen in Pflanzengewebe streifenförmige Löcher von ungefähr einem Millimeter Breite und zehn bis fünfzehn Millimeter Länge. Dies kann Stiele, Blätter oder auch Früchte seiner Wirtspflanzen betreffen. Bei der Verdauung sind symbiotische Bakterienarten im Darm unterstützend.

## Ökonomische Bedeutung
Die Art hat als Schädling im Weinbau größere Aufmerksamkeit gefunden. Schäden in Deutschland sind dabei nie in relevantem Umfang bekannt geworden. In Österreich gilt er heute als ökonomisch bedeutungslos und  „nicht bekämpfungswürdig“. In Kalifornien war er früher einer der bedeutsamsten Schädlinge der Weinkulturen im San Joaquin Valley. Er ist hier heute ebenfalls ohne Bedeutung. Die Bekämpfung erfolgt dadurch, dass die Kulturen im Frühjahr geflutet werden, so dass die Tiere im Boden ertrinken.

## Taxonomie
Die Art wurde von Linné als Chrysomela obscura erstbeschrieben (wobei Linné den Namen Fabricius zuschreibt). Von Fabricius stammen die Synonyme Eumolpus hirtus und Chrysomela vitis. Sie gilt heute als einzige Art der, damit monotypischen, Gattung Bromius. Die Taxonomie dieser Gattung ist etwas unklar. Der Name wurde durch Louis Alexandre Auguste Chevrolat im von ihm herausgegebenen, zweiten Katalog der Käfersammlung von Pierre François Marie Auguste Dejean eingeführt. Im selben Jahr stellte William Kirby für die Art in Unkenntnis davon die Untergattung Adoxus auf. Über lange Zeit wurde Kirbys Name Adoxus obscurus für die Art bevorzugt, heute gilt er als Synonym. Der Gattungsname Bromius wurde durch die ICZN konserviert (Opinion 2298, Case 3519). Der Name Adoxus obscurus findet sich noch häufig im angewandten Bereich, zum Beispiel in der Datenbank der European and Mediterranean Plant Protection Organization (EPPO).
Der Rebenfallkäfer wird der Tribus Bromiini Baly, 1865 in der Unterfamilie Eumolpinae zugeordnet. Der früher Adoxini genannte Tribus muss aufgegeben werden, nachdem eine phylogenetische Studie seine Monophylie widerlegt hat.